# 斯科特氏翼喉盤魚
斯科特氏翼喉盤魚（學名：Alabes scotti），又稱史考氏鰭鱔為輻鰭魚綱喉盤魚目喉盤魚科的其中一種，分布於西南太平洋的澳洲海域，棲息深度24-46公尺，本魚體細長如鰻魚，上唇相對較長且突出，無腹鰭，頭部兩側各有2個頭孔，1個眼後孔和1個前鼻孔，體棕橙色，身體前部有五條黑色橫帶，白色輪廓，黑色橫帶之間交替有白色橫線，體長可達4.8公分，屬底棲性魚類，生活在沿海沙底質海域，生活習性不明。